# Litoria eurynastes
Espèce
Litoria eurynastes est une espèce d'amphibiens de la famille des Pelodryadidae.

## Répartition
Cette espèce se rencontre dans le nord de la Nouvelle-Guinée, du golfe de Cenderawasih en Indonésie à Alexishafen en Papouasie-Nouvelle-Guinée et sur les îles de Manus et de Céram.

## Description
Les mâles mesurent de 25,7 à 31,5 mm et les femelles de 27,3 à 33,0 mm.

## Publication originale
- Menzies, Richards & Tyler, 2008 : Systematics of the Australo-Papuan tree frogs known as Litoria bicolor (Anura : Hylidae) in the Papuan region. Australian Journal of Zoology, vol. 56, no 4, p. 257–280.